# Stabile Homotopietheorie
Stabile Homotopietheorie ist ein Teilgebiet der Mathematik, welches nur die durch hinreichend häufige Anwendung der Einhängung erhaltenen Homotopieklassen von stetigen Abbildungen untersucht. Grundlage dafür ist der Freudenthalsche Einhängungssatz, gemäß dem sich etwa die Homotopiegruppen von Sphären nach einer hinreichenden Anwendung von Einhängungen stabilisieren.

## Stabile Homotopiegruppe allgemeiner Räume
Nach dem Freudenthalschen Einhängungssatz werden für einen topologischen Raum {\displaystyle X} die Homotopiegruppen {\displaystyle \pi _{n+k}(\Sigma ^{n}X)} für hinreichend großes {\displaystyle n\in \mathbb {N} } von diesem unabhängig. Da die Einhängung homotope Abbildungen erhält, existieren induzierte Abbildungen {\displaystyle \Sigma \colon \pi _{n+k}(\Sigma ^{n}X)\rightarrow \pi _{n+1+k}(\Sigma ^{n+1}X)} für alle {\displaystyle n\in \mathbb {N} } über welche der induktive Limes gebildet werden kann. Dies ist die stabile Homotopiegruppe:
{\displaystyle \pi _{k}^{\mathrm {stab} }(X):=\lim _{n\in \mathbb {N} }\pi _{n+k}(\Sigma ^{n}X).}
Stabile Homotopietheorie untersucht nun diese stabilen Homotopiegruppen {\displaystyle \pi _{k}^{\mathrm {stab} }(X)} statt der gewöhnlichen Homotopiegruppen {\displaystyle \pi _{k}(X)}.

## Stabile Homotopiegruppen von Sphären
Eine besondere Rolle in der stabilen Homotopietheorie spielen Sphären, da deren Einhängungen wieder Sphären ergeben. Es stellt sich heraus, dass selbst die stabilen Homotopiegruppen der Sphären, oft abgekürzt als:
{\displaystyle \pi _{k}^{\mathrm {stab} }:=\pi _{k}^{\mathrm {stab} }(S^{0})=\lim _{n\in \mathbb {N} }\pi _{n+k}(S^{n}),}
noch sehr viel Informationen enthalten und entsprechend kompliziert zu verstehen sind. Diese tauchen etwa als Bild des J-Homomorphismus auf und sind über dessen Verbindung zur Kervaire-Milnor-Gruppe ebenfalls zentral für das Verständnis der Kervaire-Invariante und exotischen Sphären. Außerdem beschrieben diese über die Pontrjagin-Thom-Konstruktion genau den gerahmten Kobordismusring.